# مخطوطة القرآن بجامعة برمنغهام
مخطوطة القرآن بجامعة برمنغهام هي مخطوطة تضم صفحتين من القرآن الكريم، عُثر عليها في جامعة برمنغهام؛ استخدم الخبراء في علم المخطوطات مسارع جامعة أكسفورد الإشعاعي والذي يحلل عمر المخطوطات بواسطة عنصر الكربون المشع، وتبيّن أن عمرها يبلغ نحو 1370 عاماً واستنتج أن المخطوطة قد دونت في فترة السنوات 568-645 م، مع العلم أن فترة نبوة النبي محمد قد كانت بين السنوات 610-632 م، وهذا يعني أن المخطوط دون من قبل شخص عاصر النبي محمد وعاش معه. أو ربما بعد الهجرة النبوية بـ 70 عامًا، وهو ما يجعلها من أقدم نسخ المصحف في العالم.

## الاكتشاف
عثرت الدكتورة ألبا فيديلي على المخطوطة عندما كانت تدرس العناصر في مجموعة من مخطوطات الشرق الأوسط جزءً من بحثها للحصول على درجة الدكتوراه، كانت المخطوطة صفحتين من مصحف غير معرّفتين تعودان لأواخر القرن السابع الميلادي. وقد رتبت لفحصهما باستخدام الكربون المشع في وحدة مسارع الكربون المشع في جامعة أكسفورد. قُدّر أن تاريخ المخطوطة يعود للفترة بين عامي 568 و645 ميلادي بنسبة دقة 95.4%.
وقد ذكر الدكتور والي، المتخصص البارز في المخطوطات الفارسية والتركية في المكتبة البريطانية «إن هاتين اللفافتين المكتوبتين بخط يد حجازي جميل ومقروء بشكل مدهش، تعودان بكل تأكيد إلى زمن الخلفاء الثلاثة الأوائل»، والخط الحجازي هو من الخطوط العربية التي كان يُكتب بها القرآن في القرن الأول الهجري، وهو ما يجعل الوثيقة إحدى أقدم نسخ القرآن في العالم، وقال الدكتور والي أيضا «العثور على هذه المخطوطة، بجمال محتواها الخالص وخطها الحجازي الواضح بشكل مثير، خبر يدخل السعادة إلى قلوب المسلمين».
إن هذه المخطوطة النادرة موجودة في مكتبة الجامعة منذ قرن تقريباً ولم يدرك العلماء أهميتها إلا في الوقت الحالي بعد أن قاموا بتحليلها، ويقول الباحثون في هذه الجامعة إن هذه المخطوطة قد كُتبت في عهد النبي محمد، ويؤكد الباحثون في الجامعة أن هذه المخطوطة هي أقدم نص قرآني عُثر عليه حتى الآن.
أما البروفسور ديفيد توماس أستاذ اللاهوت في جامعة برمنغهام فيقول: أسفرت الاختبارات التي أُجريت على مخطوطة أوراق برمنغهام عن الاحتمال القوي بأن الكائن الحي الذي أُخذ منه الرق (ورق الكتابة) كان على قيد الحياة خلال حياة النبي محمد أو بعد ذلك بوقت قصير. هذا يعني أن أجزاء القرآن المكتوبة على هذه الرقعة يمكن بدرجة من الثقة أن يرجع تاريخها إلى أقل من عقدين بعد وفاة محمد.

## محتوى المخطوطة
تعبر المخطوطة جزء من مجموعة «منغنا» التي تضم أكثر من 3000 وثيقة من الشرق الأوسط جمعها في العشرينيات القس الكلداني ألفونس منغنا المولود قرب مدينة الموصل في العراق.
تتكون المخطوطة من صفحتين من القرآن تحتوي الصفحة الأولى من المخطوطة على الآيات من 22 إلى 31 من سورة الكهف، أما الصفحة الثانية من المخطوطة فتشتمل على جزئين من النصوص بينهما فاصل أما الجزء الأول فهو الآيات الخمس الأخيرة من سورة مريم، والجزء الثاني من نفس الصفحة يحتوي على أوائل سورة طه. تحتوي المخطوطة على أجزاء من السور القرآنية وهي:
- سورة الكهف – الآيات 17 – 23
- سورة الكهف – الآيات 23 – 31
- سورة مريم – الآيات 91 – 98
- سورة طه – الآيات 1 -13
- سورة طه – الآيات 13 -40[6]

## موافقتها للقرآن الكريم

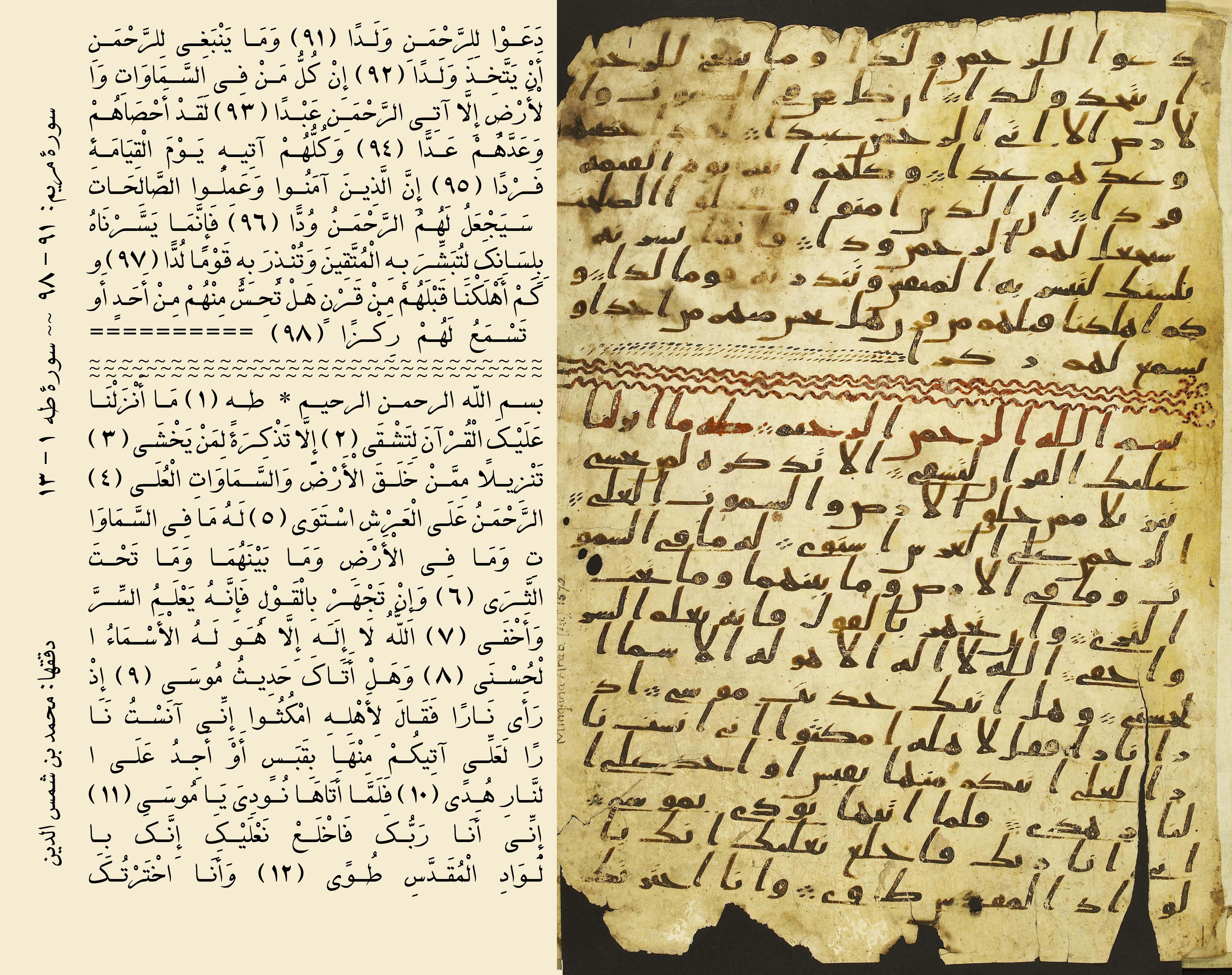
مقارنة بين مخطوط برمنغهام للقرآن والقرآن المتداول في القرن 21

أكّد الشيخ محمد بن شمس الدين (المشرف العام على موقع الموسوعة الإسلاميّة ومؤسس منصة طالب العلم) أن المخطوطة موافقة للمصحف الذي بين يدي المسلمين اليوم، يقول الشيخ محمد بن شمس الدين في هذا الصدد:
| مخطوطة القرآن بجامعة برمنغهام | فقد اطّلعت على صورة النّسخة التي نشرتها جامعة برمنغهام، ثم قارنتها بالنسخة الأصليّة فوجدتها مطابقة تماماً لها بحمد الله وأقول النُّسخة الأصليّة وأقصد التي بين يدينا، إذ أن المصحف الذي بين يدينا اليوم نُقل إلينا بالتواتر، أي تناقلته الأمّة جيل بعد جيل، وحفظوه في الصدور والسطور، وكان ولا زال كل من حفظ القرآن على صدره أو كتبه يقرأه على شيخه ليتأكّد من سلامة حفظه أو كتابته كلمة بكلمة وحرفاَ بحرف، فلا يدخله الباطل من بين يديه ولا من خلفه، وقال تعالى: {إنَّا نَحْنُ نَزَّلْنَا الذِّكْرَ وَإِنَّا لَهُ لَحَافِظُونَ} [الحجر:9]. أما النُسخة المخطوطة هذه أو غيرها فلا نعلم من الذي كتبها، أمسلم هو أم كافر، أقرأها على شيخه أم لم يقرأها، فليس لمثل هذه المخطوطات أي صحّة أو قيمة مالم توافق كتاب الله الذي بين أيدينا. لكن بفضل الله كانت مطابقة لما عندنا، فيبدو ان المخطوط لا إشكال فيه | مخطوطة القرآن بجامعة برمنغهام |

## محاکاة أقدم مخطوطة قرآنية عالمیاً في إیران
إن أقدم مخطوطة قرآنية في العالم والتي يُحتَفظ بها في مکتبة كَدبِري (بالإنجليزية: cadbury) التابعة الی جامعة «برمنغهام» البریطانیة، تمّت محاكاتها علی ید مکتبة العتبة الرضویة المقدسة في إیران.أن هذه النسخة تعدّ من أقدم مصحف فی العالم ویوجد فی مکتبة جامعة برمنغهام مسجل برقم 1572 .وقامت المکتبة المركزية التابعة للعتبة الرضویة الشریفة بمحاكاة هذه المخطوطة القرآنية.وإن مکتبة كدبري التابعة الی جامعة «برمنغهام» البریطانیة تحتفظ بهذه المخطوطة القرآنية منذ سنوات طویلة وکشفت عن أهمیته الباحثة الإیطالیة «ألبا فيديلی».

## تاريخ المخطوطة
لا أحد يعرف من أي بلد جاء بها اللاهوتي العراقي ألفونس منغنا الذي دعمه أحد أعضاء جمعية الأصدقاء الدينية والخيرية في برمنغهام إدوارد كادبوري عام 1930م، حيث كان، منغنا، يعمل على بناء مجموعة من المخطوطات من الطراز العالمي في برمنغهام. ووصلت إلى الجامعة عندما دُمجت جامعة سيلي أوك في أواخر عام 1990.

## وصلات خارجية
- منشور موقع جامعة برمنغهام - المصدر الرئيس للمعلومة والاكتشاف - Birmingham Qur'an manuscript dated among the oldest in the world